# Alfons van Pawel-Rammingen
Luitbert Alexander George Lionel Alfons van Pawel-Rammingen (27 juli 1843 - 20 november 1932) was een Saksische edelman. Hij was de zoon van een hoge regeringsfunctionaris van het hertogdom Saksen-Coburg en Gotha. In die hoedanigheid leerde hij in de tweede helft van de jaren zeventig prinses Frederika van Hannover kennen, de dochter van George V van Hannover en Marie van Saksen-Altenburg. Deze was al in beeld geweest als toekomstige bruid van Leopold van Albany, de jongste zoon van de Britse koningin Victoria, en van de Nederlandse prins Alexander, maar Frederika werd uiteindelijk verliefd op Alfons. De liefde was wederzijds en het paar trouwde in 1880 in Windsor Castle. Alfons was inmiddels Brits staatsburger geworden en was als Baron of Pawel-Rammingen opgenomen in de Britse adelstand. Na hun huwelijk vestigde het paar zich in Hampton Court Palace. In 1881 kreeg het paar een dochtertje, Victoria, dat evenwel kort na haar geboorte overleed. Frederika en Adolf waren graag geziene gasten aan het Engelse hof en waren echte society-figuren. Het paar vestigde zich in 1898 in Biarritz, waar zij in 1926 en hij - zes jaar later - op 89-jarige leeftijd overleed.